# Tocqueville-effekten

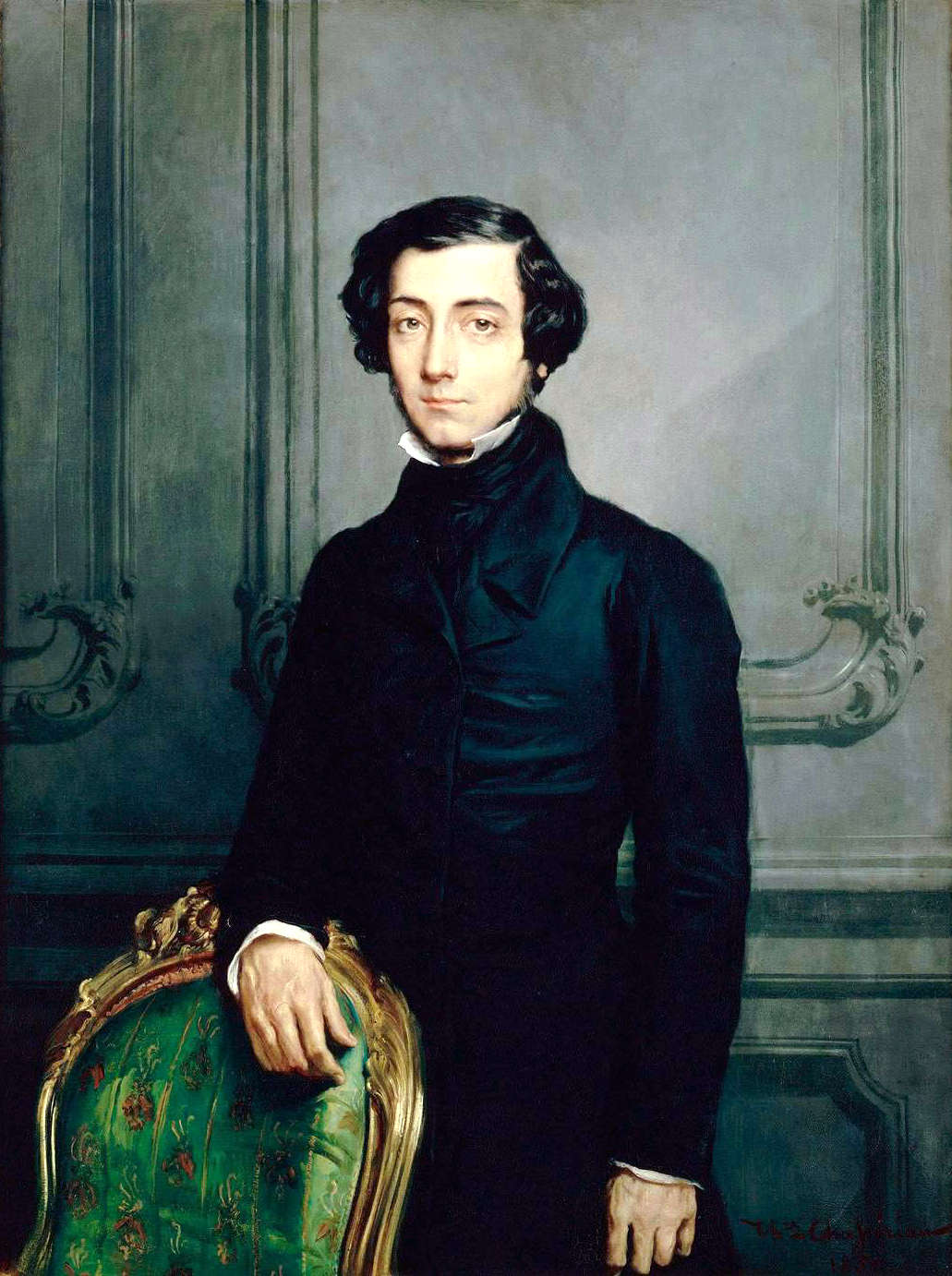
Tocqueville-effekten är namngiven efter Alexis de Tocqueville (målning från 1850).

Toqueville-effekten (även känd som Toqueville-paradoxen) är en sociologisk och politisk teori. Det syftar på tanken att en samhällelig frustration växer snabbare än samhällsförbättringarna och folks möjligheter att förändra sina liv till det bättre. Effekten är namngiven efter Alexis de Tocqueville.

## Definition
Effekten är baserad på Alexis de Tocquevilles observationer om den franska revolutionen och senare reformer i Europa och USA. Ett annat sätt att beskriva effekten är liknelsen "aptiten växer genom det som konsumeras". Efter att större social rättvisa uppnåtts kommer det att kvarstå ett starkare motstånd mot även mindre sociala orättvisor än tidigare.
Teorin antyder en koppling mellan social jämlikhet eller eftergifter från staten och oväntade konsekvenser, eftersom sociala reformer kan skapa förväntningar som inte kan uppfyllas.
Enligt Toqueville-effekten är det sannolikt att en revolution kommer att ske efter en förbättring av levnadsvillkor. Detta står i strid med Karl Marx tes att revolutionen är ett resultat av en successiv försämring av proletariatets levnadsvillkor.
1949 introducerade Harlan Cleveland idén om en "revolution av stigande förväntningar", en idé som han under det kalla kriget kopplade samman med tredje världen. Statsvetaren James Chowning Davies har på ett liknande sätt beskrivit en "J-kurva av revolutioner", där en period av välstånd och framåtskridande följs av perioder av försämringar vilka i sin tur kommer att leda till en revolution. Ted Robert Gurr har använt termen relativt berövande för att förklara varför revolutioner utbryter i tider av förväntade förbättringar som kontrasterar med en mindre positiv verklighet.
Vissa anser att Tocquevillle-effekten har en större chans att inträffa i samband med att centralt planerade reformer implementeras på lokal nivå. Det skulle då ske när den lokala reformen i praktiken leder till mindre genomgripande resultat än vad den centrala planeringen syftade till.

## Ursprung
Alexis de Tocqueville beskrev ursprungligen fenomenet i sin bok Om folkväldet i Amerika (1840). Där skrev han om "hatet som människor bär emot privilegier ökar proportionellt med att privilegierna blir färre och mindre betydelsefulla, så den demokratiska glöden verkar brinna starkast precis när den har minst näring. Jag har redan gett orsaken till det här fenomenet. När alla villkor är olika, är ingen olikhet så stor att den kan störa ögat, medan den minsta olikhet framstår som avskyvärd i en omgivning av allmän likhet; ju mer fullständig denna likhet är, desto mer outhärdlig blir synen av en sådan skillnad. Därav följer att kärleken till likhet ständigt kommer att öka i lag med likheten själv, och att den borde växa genom det som får den att växa.
Paradoxen kring reformer och revolutioner förklarades i hans nästa bok – Den gamla regimen och revolutionen (1856). I den boken beskrivs att "regimen som en revolution störtar är nästan alltid bättre än den som kom direkt före den. Erfarenheten lär oss att den farligaste tiden för en dålig stat är vanligtvis när den börjar reformera sig.